# Calhoun County (Arkansas)
Das Calhoun County ist ein County im US-Bundesstaat Arkansas. Der Verwaltungssitz (County Seat) ist Hampton, benannt nach John R. Hampton, einem US-Senator, der maßgeblich an der Bildung des Countys beteiligt war.

## Geographie
Das County liegt im Süden von Arkansas am nordöstlichen Ufer des Ouachita River, ist im Süden etwa 50 km von Louisiana entfernt und hat eine Fläche von 1638 Quadratkilometern, wovon elf Quadratkilometer Wasserfläche sind. Es grenzt an folgende Countys:
|                 | Dallas County | Cleveland County |
| Ouachita County |               | Bradley County   |
|                 | Union County  |                  |

## Geschichte

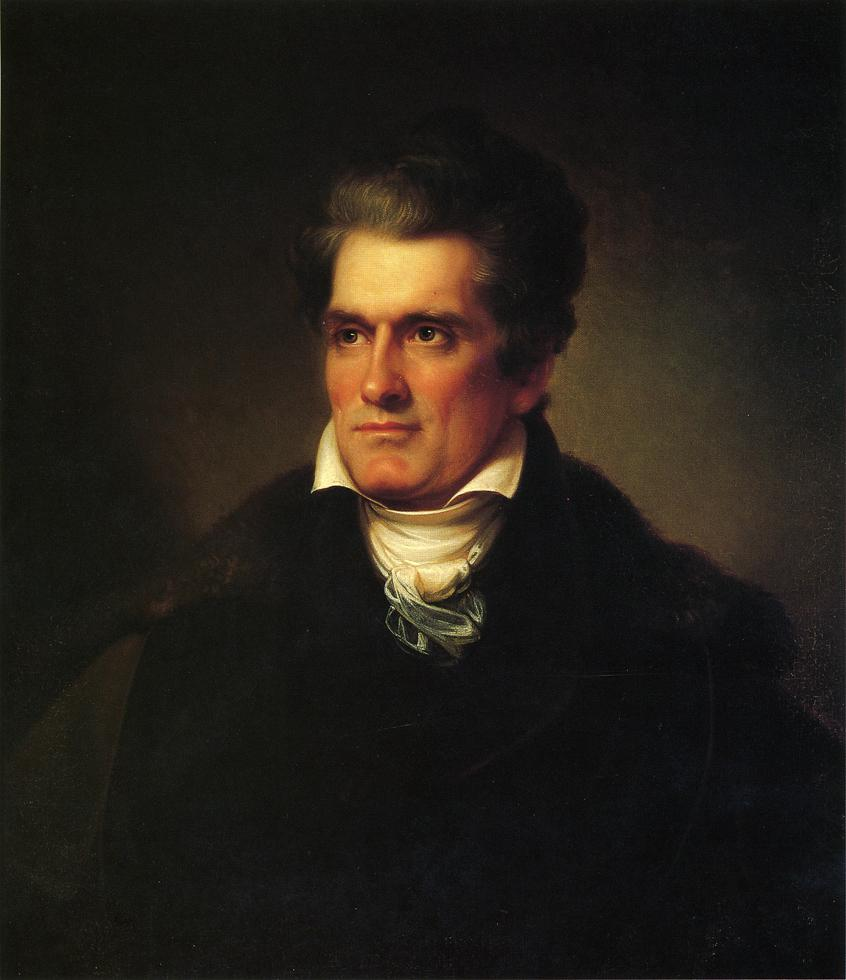
Calhoun

350 archäologische Fundstätten im County legen Zeugnis für die Besiedelung durch die Indianer Nordamerikas ab. Von diesen sind die aus der späten Woodland-Periode stammenden Boone’s Mounds und Keller Site im National Register of Historic Places (NRHP) eingetragen. Die letzten im County lebenden Indianer vor Ankunft der ersten Weißen, bei denen es sich wahrscheinlich um frankokanadische Trapper und Händler handelte, wie Ortsnamen wie Bayou und Champagnolle nahelegen, waren vermutlich Angehörige der Koroa. Die Entdecker William Dunbar und George Hunter, die unter anderem den Ouachita River erkundeten, waren die ersten amerikanischen Staatsbürger, die das heutige County besuchten. Nach Vertreibung der Indianer auf dem Pfad der Tränen ließen sich die ersten Siedler Ende der 1840er Jahre in Chambersville nieder. Das Calhoun County wurde am 6. Dezember 1850 aus Teilen des Dallas und Ouachita Countys gebildet. Benannt wurde es nach John C. Calhoun (1782–1850), einem amerikanischen Politiker und Vizepräsidenten unter John Quincy Adams und Andrew Jackson.
Die Lage in der Golfküstenebene und der fruchtbare Boden prädisponierte das Calhoun County für den Baumwollanbau. Das Flusssystem erlaubte zudem den Farmern, ihre landwirtschaftlichen Produkte auf weiter entfernt liegende Großmärkte wie in New Orleans zu transportieren. Dementsprechend brachten viele der ersten Siedler Sklaven mit, um Baumwolle anzubauen. 1860 lebten knapp 1000 Sklaven im County bei einer Gesamtbevölkerung von etwas über 4000. Während des Sezessionskriegs meldeten sich viele Männer als Freiwillige für die Confederate States Army. Die Unterstützung für die Konföderierten Staaten von Amerika war aber nicht einhellig, denn 40 Bürger des Countys kämpften im Unionsheer. Zwar kam es zu keinen Gefechten vor Ort, jedoch forderte der Bürgerkrieg unter der männlichen Bevölkerung einen hohen Blutzoll, was zu einem wirtschaftlichen Niedergang führte. Erst der Anschluss an die St. Louis and Southwestern Railroad, die „Cotton Belt Route“, führte zu einer Erholung in den 1880er Jahren, indem er eine rasch wachsende Holzindustrie schuf. Thornton wurde in dieser Zeit dank zweier Sägewerke zur größten Stadt des Countys. Hier kam es 1886 mit der Thornton Tablet zur Gründung der ersten Zeitung des Countys. 1909 wurde das heutige County Courthouse in Hampton errichtet. In den 1920er Jahren erreichte die Einwohnerzahl ihren bisherigen Höhepunkt.
Während der Great Depression konnte sich die landwirtschaftlich geprägte Bevölkerung zwar selbst mit Lebensmitteln versorgen, aber die Farmer hatten wie ihre Mitbürger im Rest des Landes kaum Geld für andere Güter. Viele verlegten sich deshalb auf Schwarzbrennerei, so dass das County für die Qualität seines Whiskeys bekannt wurde. Die Public Works Administration, die ein Instrument des New Deals von Franklin Delano Roosevelt war, führte in der Gegend zum Bau des Hampton Waterworks, das im NRHP eingetragen ist, und einer Verbesserung der Straße zwischen Hampton und El Dorado. Im Herbst 1944 konfiszierte die Bundesregierung über 27.000 Hektar Land im Calhoun und Union County, wobei mehrere hundert Familien umgesiedelt wurden, zwecks Errichtung einer bis zum Jahr 1957 betriebenen Munitionsfabrik mit dem Schwerpunkt auf Lenkflugkörper. Danach wurde das Grundstück und die Infrastruktur von den Firmen International Paper und Brown Engineering aufgekauft.

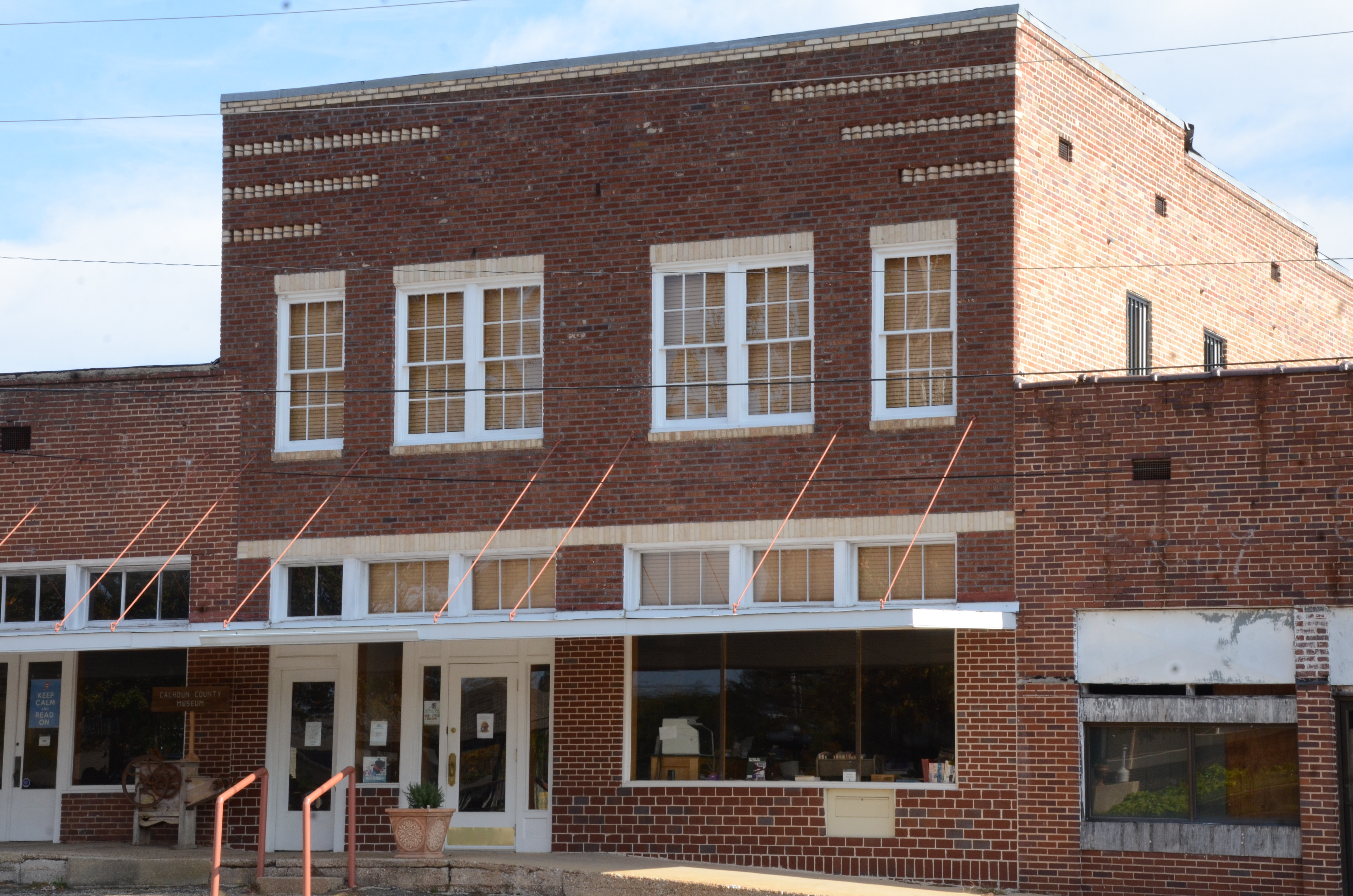
Das Hampton Masonic Lodge Building ist seit Mai 2008 im NRHP eingetragen.

Elf Bauwerke und Stätten des Countys sind im National Register of Historic Places („Nationales Verzeichnis historischer Orte“; NRHP) eingetragen (Stand 9. Februar 2022), darunter das Calhoun County Courthouse, der Hampton Cemetery und das Hampton Masonic Lodge Building.

## Demografische Daten
Nach der Volkszählung im Jahr 2000 lebten im Calhoun County 5744 Menschen. Davon wohnten 117 Personen in Sammelunterkünften, die anderen Einwohner lebten in 2317 Haushalten und 1628 Familien. Die Bevölkerungsdichte betrug 4 Einwohner pro Quadratkilometer. Ethnisch betrachtet setzte sich die Bevölkerung zusammen aus 74,51 Prozent Weißen, 23,38 Prozent Afroamerikanern, 0,21 Prozent amerikanischen Ureinwohnern, 0,03 Prozent Asiaten und 0,92 Prozent aus anderen ethnischen Gruppen; 0,94 Prozent stammen von zwei oder mehr Ethnien ab. Unabhängig von der ethnischen Zugehörigkeit waren 1,50 Prozent der Bevölkerung spanischer oder lateinamerikanischer Abstammung.
Von den 2317 Haushalten hatten 31,2 Prozent Kinder oder Jugendliche im Alter unter 18 Jahre, die mit ihnen zusammen lebten. 55,6 Prozent waren verheiratete, zusammenlebende Paare, 11,3 Prozent waren allein erziehende Mütter, 29,7 Prozent waren keine Familien. 27,3 Prozent aller Haushalte waren Singlehaushalte und in 12,6 Prozent lebten Menschen im Alter von 65 Jahren oder darüber. Die Durchschnittshaushaltsgröße lag bei 2,43 und die durchschnittliche Familiengröße bei 2,94 Personen.
24,6 Prozent der Bevölkerung waren unter 18 Jahre alt, 7,0 Prozent zwischen 18 und 24, 28,2 Prozent zwischen 25 und 44, 24,3 Prozent zwischen 45 und 64 und 16,0 Prozent waren 65 Jahre oder älter. Das Durchschnittsalter betrug 39 Jahre. Auf 100 weibliche kamen statistisch 92,7 männliche Personen und auf 100 Frauen im Alter von 18 Jahren und darüber kamen durchschnittlich 88,3 Männer.
Das jährliche Durchschnittseinkommen eines Haushalts betrug 28.438 USD, das Durchschnittseinkommen der Familien 34.647 USD. Männer hatten ein Durchschnittseinkommen von 30.353 USD, Frauen 17.452 USD. Das Prokopfeinkommen betrug 15.555 USD. 13,2 Prozent der Familien und 16,5 Prozent der Einwohner lebten unterhalb der Armutsgrenze.

## Orte im Calhoun County
- Artesian
- Big Hill
- Chambersville
- Cram
- Hampton
- Harlow
- Harrell
- Hopeville
- Little Bay
- Locust Bayou
- Newport
- Summerville
- Thornton
- Tinsman
- Unco
- Watson
- Woodberry

Townships
- Caswell Township
- Champagnolle Township
- Dallas Township
- Fayette Township
- Franklin Township
- Huey Township
- Jackson Township
- Jefferson Township
- Moro Township
- Polk Township
- River Township
- Shumaker Township